# 珀耳塞斯
珀耳塞斯，希腊神话中的一个泰坦巨神。
根据神话，珀耳塞斯是泰坦神克利俄斯与欧律比亚之子，帕拉斯和阿斯特赖俄斯的兄弟。珀耳塞斯的配偶是女泰坦阿斯忒里亚（泰坦神科俄斯与福柏之女）。珀耳塞斯与阿斯忒里亚所生的孩子中最著名的是黑卡蒂。

## 资料来源
- 《古希腊罗马神话鉴赏辞典》，吉林出版社，ISBN 7-206-04846-3